# Station Gazinet-Cestas
Station Gazinet-Cestas is een spoorwegstation in de Franse gemeente Cestas.
Het ligt aan de spoorlijn van Station Bordeaux-Saint-Jean naar het Spaanse Irun en wordt bediend door treinen van het netwerk TER Nouvelle-Aquitaine die rijden op het traject Bordeaux-Saint-Jean - Arcachon.
Het station is geopend op 7 mei 1841, bij de opening van de lijn Bordeaux - La Teste door de Compagnie du chemin de fer de Bordeaux à La Teste. Het diende oorspronkelijk voor het transport van hout dat in de omgeving gekapt werd. Later werd het meer gebruikt voor toerisme, bijvoorbeeld door inwoners van Bordeaux die het platteland opzochten.
Het station heeft loketten die op weekdagen geopend zijn, kaartautomaten en een wachtruimte.